# Den norske Studentersangforening

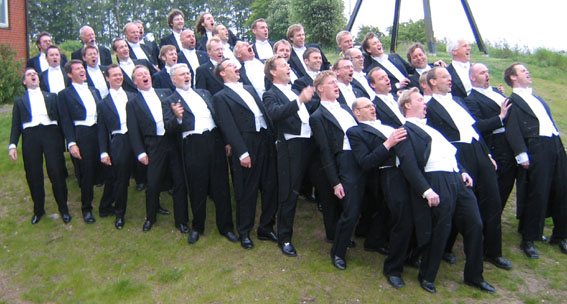
Den norske Studentersangforening (2004)

Den norske Studentersangforening (DnS) wurde 1845 gegründet und ist der Männerchor der Universität Oslo.
Bekannt ist der Chor vor allem durch die Uraufführung der norwegischen Nationalhymne „Ja, vi elsker dette landet“ 1864 in Eidsvoll. Der Chor besteht zurzeit aus ca. 50 aktiven Sängern und wird von Marit Tøndel Bodsberg geleitet.